# 大高松男
大高 松男（おおたか まつお、1943年1月28日 - ）は、日本の政治家。衆議院議員（1期）、自由民主党茨城県支部連合会事務局長を務めた。

## 来歴
茨城県東茨城郡城里町出身。水戸農業協同組合非常勤理事を経て1975年に自由民主党に入職。後に自民党茨城県連事務局長に就任。2005年9月11日投開票の第44回衆議院議員総選挙で比例北関東ブロックの名簿第36位で立候補し、次点となる。
2009年5月、小泉劇場の恩恵で比例34位で当選した中森福代がさいたま市長選挙出馬を表明し、議員辞職したことに伴い中央選挙管理会の決定を経て5月19日に繰り上げ当選した。
同年8月30日の第45回衆議院議員総選挙には落選、議員在職日数はわずか2ヶ月余りだった。
朝日新聞の取材に引退し裏方に戻ると話した。